# Les Métamorphoses du chœur
Pour plus de détails, voir Fiche technique et Distribution.
Les Métamorphoses du chœur est un documentaire français réalisé par Marie-Claude Treilhou, sorti en 2005.

## Synopsis
Une chorale d'amateurs dans le 13e arrondissement à Paris. Une fois par semaine, 30 enfants, 20 adolescents, 50 adultes se réunissent pour répéter et chanter ensemble sous la direction de Claire Marchand, chef de chœur.
Des premières auditions au concert final, le film écoute et regarde cette communauté au travail. Le chœur interprète la Messe de Minuit de Marc-Antoine Charpentier et les Vêpres pour la fête des Saints-Innocents de Joseph Haydn. 

## Fiche technique
- Titre : Les Métamorphoses du chœur
- Réalisation: Marie-Claude Treilhou
- Scénario : Marie-Claude Treilhou
- Photographie : Pierre Stoeber
- Montage : Khadicha Bariha
- Son : Yves Zlotnicka
- Production : Richard Copans
- Sociétés de production : Les Films d'ici et Yumi Production
- Sociétés de distribution : Les Films d'ici
- Pays :  France
- Genre : Documentaire
- Durée : 98 minutes
- Année de production : 2003
- Année de sortie : 2005

## Accueil
Selon Les Inrockuptibles, ce film est "un pur thriller musical".